# SG Dielheim
Die SG Dielheim (voller Name Sportgemeinschaft 1945 Dielheim e. V.) ist ein Fußballverein aus der Gemeinde Dielheim im Rhein-Neckar-Kreis in Baden-Württemberg.

## Geschichte
Nach Genehmigung durch die damalige US-Militärregierung wurde am 2. Oktober 1945 die Sportgemeinschaft 1945 Dielheim e.V. gegründet.
Bis 1951 spielte der Verein in der Kreisklasse bzw. A-Klasse Heidelberg, gefolgt von dem Aufstieg und zwei Spielzeiten in der 2. Amateurliga Rhein-Neckar. Zwischen 1953 und 1969 folgten weitere Spielzeiten in der A-Klasse Heidelberg, nur unterbrochen von der Saison 1956/57 in der 2. Amateurliga. 1969 gelang der erneute Aufstieg in die 2. Amateurliga, der die SG Dielheim bis zu ihrem Abstieg in die Bezirksliga Heidelberg-Sinsheim nach der Saison 1976/77 angehörte.
Die SG Dielheim nahm an der 1. Hauptrunde des DFB-Pokals 1976/77 teil, in der sie dem württembergischen Vertreter TV Unterboihingen mit 2:8 unterlag.
Nach fünf Spielzeiten in der Bezirksliga gelang 1982 der Aufstieg in die Landesliga Rhein-Neckar. In der Saison 1988/89 wurde die SG Dielheim Meister der Landesliga und erreichte durch den Aufstieg in die Verbandsliga Baden erstmals die höchste Spielklasse des Badischen Fußballverbandes. Der Verein gehörte der Verbandsliga bis zum Abstieg im Jahre 2000 an, nur unterbrochen 1994/95 von einer Spielzeit in der Landesliga. Von 2000 bis 2012 folgten zwölf Spielzeiten in der Landesliga Rhein-Neckar. Seit dem Abstieg 2012 spielt die SG Dielheim nur noch unterklassig in der Kreisliga bzw. der Kreisklasse Heidelberg. 2023 konnte der Kreispokal Heidelberg gewonnen werden. Ebenso gelang in derselben Spielzeit die Rückkehr in die Landesliga Rhein-Neckar.

## Persönlichkeiten
- Gerd Dais (* 1963), von 1997 bis 1999 Spielertrainer der SG Dielheim
- Christian Fickert (* 1981), in der Saison 2017/18 Spielertrainer der SG Dielheim
- Rüdiger Menges (* 1959), in den 1990er Jahren Spielertrainer der SG Dielheim
- Emre Öztürk (* 1986), spielte bei der SG Dielheim und wurde später Fußballprofi
- Tim Walter (* 1975), bis 1999 Spieler der SG Dielheim